# Bělozersk
Bělozersk (rusky Белозе́рск, či Белоозеро / Běloozero) je město ve Vologdské oblasti Ruské federace. K roku 2010 v něm žilo bezmála deset tisíc obyvatel.

## Poloha
Bělozersk leží na jižním břehu Bílého jezera přibližně dvacet kilometrů západně od ústí Šeksny. Od Vologdy, správního střediska oblasti, je vzdálen přibližně 214 kilometrů severozápadně, od Čerepovce přibližně 118 kilometrů severně.

## Dějiny
Bělozersk je považován za jedno z nejstarších ruských měst. Zmiňuje se o něm již již Pověst dávných let z dvanáctého století, podle které zde měl v devátém století sídlo varjažský kníže Sineus.
V roce 1238 městem prošla epidemie moru a bylo přemístěno.